# Nazistisk plyndring
Nazistisk plyndring (tysk: Raubkunst) var organiseret tyveri af malerier og andre genstande, som skete som et resultat af den organiserede plyndring af europæiske lande under Nazipartiets tid i Tyskland.
Jødisk ejendom blev plyndret begyndende i 1933 i Tyskland og var en vigtig del af Holocaust. Nazister plyndrede også besatte lande, nogle gange med direkte beslaglæggelser, og nogle gange under dække af at beskytte kunst gennem Kunstschutz-enheder. Ud over guld, sølv og valuta blev der stjålet kulturgenstande af stor betydning, herunder malerier, keramik, bøger og religiøse skatte.
Mange af de kunstværker, der blev plyndret af nazisterne, blev fundet af de allieredes program for monumenter, kunst og arkiver (MFAA, også kendt som Monuments Men), efter krigen; men mange af dem er stadig savnet eller blev returneret til lande, men ikke til deres oprindelige ejere. En international indsats for at identificere nazistisk plyndring, som stadig ikke er redegjort for, er i gang med det ultimative mål at returnere genstandene til deres retmæssige ejere, deres familier eller deres respektive lande.

## Baggrund
Adolf Hitler, en mislykket kunstner, der nægtedes adgang til Akademie der bildenden Künste Wien, opfattede sig selv som en kender af kunsten, og i Mein Kampf angreb han voldsomt moderne kunst som degenereret. Han betragtede kubisme, futurisme og dadaisme som produkter af et dekadent samfund fra det 20. århundrede. Da Hitler blev kansler i Tyskland i 1933, håndhævede han sin æstetik. Nazisterne foretrak klassiske portrætter og landskaber af gamle mestre, især dem af germansk oprindelse. Moderne kunst blev kaldt degenereret kunst af Det Tredje Rige. Al sådan kunst fundet i Tysklands statsmuseer blev solgt eller ødelagt. Med de indsamlede midler var Führerens mål at etablere et europæisk kunstmuseum i Linz. Andre nazistiske dignitærer som rigsmarschall Hermann Göring og udenrigsminister Joachim von Ribbentrop benyttede sig også af tyske militære erobringer til at vokse deres private kunstsamlinger.

## Plyndring af jøder
Den systematiske bortførelse af det jødiske folk og overførslen af deres hjem, virksomheder, kunstværker, finansielle aktiver, musikinstrumenter, bøger og endda boliginventar til riget var en integreret del af Holocaust. I hvert land kontrolleret af nazister blev jøder frataget deres aktiver gennem en bred vifte af mekanismer og nazistiske plyndringsorganisationer.

## Salg af kunst konfiskeret fra tyske museer og offentlig brænding af kunst
I 1937-1938 fjernede Hitler og Göring 16.000 malerier og skulpturer fra tyske museer. Udvalgte kunsthandlere udpeget af Hitler forsøgte at sælge disse værker i en burik i Schloss Niederschonhausen. Værkerne blev første gang udstillet i Haus der Kunst, der lige var opført, i München den 19. juli 1937, hvor de nazistiske ledere inviterede publikum til offentlig at håne den fordømte moderne kunst, Degenereret kunst, udstillingen blev besøgt af to millioner. Joseph Goebbels kaldte i en radioudsendelse Tysklands degenererede kunstnere for "skrald". Hitler åbnede udstillingen med en tale, der beskrev tysk kunst som lidende af "en stor og dødelig sygdom". Kunsthandlerne havde ikke den store succes med salg af kunstværkerne, primært fordi kunst mærket "skrald" havde ringe tiltrækningskraft. Den 20. marts 1939 satte de så ild til 1.004 malerier og skulpturer og 3.825 akvareller, tegninger og tryk til Berlins brandvæsens gård, en skændsel, der ligner deres tidligere velkendte bogafbrændinger. Propagandahandlingen vakte den opmærksomhed, de håbede. Det fik den virkning at kunstelskere kom for at købe. Ukendt efter salget, er hvad Gurlitt, Buchholz, Moeller, Boehmer opbevarede og senere solgte til Schweiz og Amerika.

## Offentlige auktioner og privat salg i Schweiz
En særlig opmærksomhed vakte auktionen over nazistisk plyndret kunst, "degenereret kunst", arrangeret af Theodor Fischer (de) den 30. juni 1939 på Grand Hotel National i Luzern, Schweiz. De udbudte kunstværker var blevet "fravalgt" fra tyske museer af nazisterne, men alligevel deltog mange kendte kunsthandlere sammen med fuldmagter til store samlere og museer. Ud over offentlige auktioner var der mange private salg fra kunsthandlere. Commission for Art Recovery har karakteriseret Schweiz som "en magnet" for aktiver fra Hitlers indtog til slutningen af Anden Verdenskrig. At forske i og dokumentere Schweiz' rolle "som et kunsthandelscenter og kanal for kulturelle værdier i naziperioden og i den umiddelbare efterkrigsperiode" var en af Bergier-kommissionens missioner under ledelse af professor Georg Kreis (en).

## Nazistiske plyndringsorganisationer
Nazisterne plyndrede kulturejendom fra Tyskland og ethvert besat område, og målrettede især jødisk ejendom på en systematisk måde med organisationer, der var specielt oprettet til formålet, for at afgøre, hvilke offentlige og private samlinger der var mest værdifulde. Nogle var øremærket til Hitlers aldrig realiserede Führermuseum, nogle gik til andre højtstående embedsmænd som Hermann Göring, og andre blev solgt for at finansiere nazistiske aktiviteter.
I 1940 blev en organisation kendt som Einsatzstab Reichsleiter Rosenberg, eller ERR, dannet, ledet af Alfred Rosenberg og Gerhard Utikal (de). Den første driftsenhed, den vestlige afdeling for Frankrig, Belgien og Holland, kaldet Dienststelle Westen, var placeret i Paris. Chefen for denne Dienststelle var Kurt von Behr (en). Dens oprindelige formål var at indsamle jødiske og frimureriske bøger og dokumenter, enten til destruktion eller flytning til Tyskland for yderligere "studie". Men i slutningen af 1940 udstedte Hermann Göring, som faktisk kontrollerede ERR, en ordre, der reelt ændrede ERRs mission, og gav den mandat til at beslaglægge "jødiske" kunstsamlinger og andre genstande. Krigsbyttet skulle samles et centralt sted i Paris, Museum Jeu de Paume (en). På dette indsamlingssted arbejdede kunsthistorikere og andet personale, som inventerede byttet, før de sendte det til Tyskland. Göring befalede også, at byttet først skulle deles mellem Hitler og ham selv. Hitler beordrede senere, at alle konfiskerede kunstværker skulle stilles direkte til rådighed for ham. Fra slutningen af 1940 til slutningen af 1942 rejste Göring 20 gange til Paris. I Jeu de Paume-museet iscenesatte kunsthandler Bruno Lohse (en) 20 udstillinger af de nyligt plyndrede kunstgenstande, især for Göring, hvorfra Göring udvalgte mindst 594 stykker til sin egen samling. Göring gjorde Lohse til sin forbindelsesofficer og indsatte ham i ERR i marts 1941 som næstleder for denne enhed. Genstande, som Hitler og Göring ikke ønskede, blev stillet til rådighed for andre nazistiske ledere. Under Rosenberg og Görings ledelse beslaglagde ERR 21.903 kunstgenstande fra tysk-besatte lande.
Andre nazistiske plyndringsorganisationer omfattede Führermuseum, organisationen drevet af kunsthistorikeren Hans Posse (en), som især stod for at samle værkerne til Führermuseet, Dienststelle Mühlmann, drevet af Kajetan Mühlmann (en), som primært opererede i Holland og i Belgien, og en Sonderkommando Kuensberg knyttet til udenrigsministeren Joachim von Ribbentrop, der opererede først i Frankrig, siden i Rusland og Nordafrika. I Vesteuropa var med de fremrykkende tyske tropper elementer af "von Ribbentrop-bataljonen", opkaldt efter Joachim von Ribbentrop. Disse mænd var ansvarlige for at gå ind på private og institutionelle biblioteker i de besatte lande og fjerne alt materiale af interesse for tyskerne, især genstande af videnskabelig, teknisk eller anden informationsmæssig værdi.

Kunstsamlinger fra fremtrædende jødiske familier, herunder Rothschilds, Rosenbergs, Wildensteins og Schloss-familien, var mål for konfiskationer på grund af deres betydelige værdi. Jødiske kunsthandlere solgte også kunst til tyske organisationer - ofte under tvang, f.eks. kunsthandlerne Jacques Goudstikker (en), Benjamin og Nathan Katz, og Kurt Walter Bachstitz. Også ikke-jødiske kunsthandlere solgte kunst til tyskerne, f.eks. kunsthandlerne De Boer og Hoogendijk i Holland.
Ved slutningen af krigen samlede Det Tredje Rige hundredtusindvis af kulturelle genstande.

## Kunstplyndringsundersøgelsesenhed
Den 21. november 1944 oprettede William J. Donovan (en) efter anmodning fra Owen Roberts (en) Art Looting Investigation Unit (en) (ALIU) i OSS for at indsamle oplysninger om plyndring, konfiskation og overførsel af kulturelle genstande udført af Nazi-Tyskland, dets allierede og forskellige involverede personer og organisationer; at retsforfølge krigsforbrydere og at tilbagebetale ejendom. ALIU indsamlede oplysninger om personer, der menes at have deltaget i kunstplyndring, og identificerede en gruppe af nøglemistænkte til tilfangetagelse og afhøring om deres roller i udførelsen af nazistisk politik. Afhøringer blev gennemført i Bad Aussee (en), Østrig.

### ALIU rapporter og indeks
ALIU-rapporterne beskriver netværket af nazistiske embedsmænd, kunsthandlere og enkeltpersoner, der er involveret i Hitlers politik for plyndring af jøder i det nazi-besatte Europa. ALIU's endelige rapport omfattede 175 sider opdelt i tre dele: Detaljerede forhørsrapporter (DIR'er), som fokuserede på personer, der spillede en central rolle i tysk plyndring; Konsoliderede afhøringsrapporter (CIR'er); og en "Rødt Flag-liste" over personer, der er involveret i nazistisk plyndring. ALIU-rapporterne udgør en af de vigtigste optegnelser i den amerikanske regerings arkiver for nazi-tidens aktiver

### Detaljerede efterretningsrapporter (DIR)
Den første gruppe rapporter, der beskriver netværk og relationer mellem kunsthandlere og andre agenter ansat af Hitler, Göring og Rosenberg, er organiseret efter navn: Heinrich Hoffmann, Ernst Buchner (en), Gustav Rochlitz (en), Gunter Schiedlausky, Bruno Lohse (en), Gisela Limberger, Walter Hofer (en), Karl Kress, Walter Bornheim, Hermann Voss (en) og Karl Haberstock (en).

### Konsoliderede afhøringsrapporter (CIR)
Et andet sæt rapporter beskriver Görings kunstplyndringsaktiviteter (Göring-samlingen), Einsatzstab Reichsleiter Rosenbergs (ERR) kunstplyndringsaktiviteter og Hitlers Linz Museum.

### ALIU liste over røde flag navne
Art Looting Intelligence Unit udgav en liste over "Red Flag Names", der organiserede dem efter land: Tyskland, Frankrig, Schweiz, Holland, Belgien, Italien, Spanien, Portugal, Sverige og Luxembourg. Hvert navn efterfølges af en beskrivelse af personens aktiviteter, deres forhold til andre personer i spoliationsnetværket og i mange tilfælde oplysninger om deres anholdelse eller fængsling af de allierede styrker.

## Sovjetunionen
For at efterforske og estimere nazistisk plyndring i USSR i løbet af 1941 til 1945 blev den sovjetiske stats ekstraordinære kommission for at konstatere og efterforske forbrydelser begået af de tysk-fascistiske angribere og deres medskyldige dannet den 2. november 1942. Under den store patriotiske krig og derefter, Indtil 1991 indsamlede kommissionen materiale om nazistiske forbrydelser i USSR, herunder hændelser med plyndring. Umiddelbart efter krigen skitserede kommissionen detaljeret skader på 64 af de mest værdifulde sovjetiske museer, ud af 427 beskadigede. I den russiske SFSR blev 173 museer fundet at være blevet plyndret af nazisterne, med antallet af plyndrede genstande i hundredtusindvis.
Efter opløsningen af Sovjetunionen dannede Ruslands regering statskommissionen for restitution af kulturelle værdier til erstatning for den sovjetiske kommission. Eksperter fra denne russiske institution konsulterede oprindeligt den sovjetiske kommissions arbejde, men fortsætter alligevel med at katalogisere kunstværker, der er gået tabt under krigen museum efter museum. Fra 2008 er mistede kunstværker fra 14 museer og bibliotekerne i Voronezj oblast, Kursk oblast, Pskov oblast, Rostov oblast, Smolensk oblast, Nordkaukasus, Gattjina, Peterhofs palads, Tsarskoje Selo (Pusjkin), Velikij Novgorod og Novgorod oblast, som organerne for de russiske statsarkiver og Sovjetunionens kommunistiske partis arkiver, blev katalogiseret i 15 bind, som alle blev gjort tilgængelige online. De indeholder detaljerede oplysninger om 1.148.908 af mistede kunstværker. Det samlede antal tabte genstande er ukendt indtil videre, fordi katalogiseringsarbejde for andre beskadigede russiske museer er i gang./>
Alfred Rosenberg ledede den såkaldte ERR, som var ansvarlig for at indsamle kunst, bøger og kulturgenstande fra invaderede lande, og også overførte deres erobrede bibliotekssamlinger tilbage til Berlin under tilbagetoget fra Rusland. "I deres søgen efter 'forskningsmaterialer' besøgte ERR-hold og Wehrmacht 375 arkivinstitutioner, 402 museer, 531 institutter og 957 biblioteker alene i Østeuropa". ERR opererede også i de tidlige dage af blitzkrigen i Nederlandene. Dette forårsagede en vis forvirring om autoritet, prioritet og kommandovejen blandt den tyske hær, von Ribbentrop-bataljonen og Gestapo, og som et resultat af personlig plyndring blandt hærens officerer og tropper. Disse ERR-hold var dog meget effektive. En beretning anslår, at fra Sovjetunionen alene: "100.000 geografiske kort blev taget på ideologiske grunde, til akademisk forskning, som midler til politisk, geografisk og økonomisk information om sovjetiske byer og regioner, eller som samlerobjekter".

## Polen
Efter de tyske styrkers besættelse af Polen i september 1939 begik det nazistiske regime folkedrab mod polske jøder og forsøgte at udrydde den polske overklasse såvel som dens kultur. Tusindvis af kunstgenstande blev plyndret, da nazisterne systematisk gennemførte en plyndringsplan udarbejdet allerede før fjendtlighedernes begyndelse. 25 museer og mange andre faciliteter blev ødelagt. De samlede omkostninger ved tysk nazistisk tyveri og ødelæggelse af polsk kunst anslås til 20 milliarder dollars, eller anslået 43 procent af den polske kulturarv; over 516.000 individuelle kunstværker blev plyndret, herunder 2.800 malerier af europæiske malere; 11.000 malerier af polske malere; 1.400 skulpturer; 75.000 manuskripter; 25.000 kort; 90.000 bøger, heraf over 20.000 trykt før 1800; og hundredtusindvis af andre genstande af kunstnerisk og historisk værdi. Tyskland har stadig meget polsk materiale plyndret under Anden Verdenskrig. I årtier har der været forhandlinger mellem Polen og Tyskland om tilbagelevering af den plyndrede polske ejendom.

## Østrig
Anschluss (sammenslutning) af Østrig og Tyskland begyndte den 12. marts 1938. Plyndringen af jødiske ejendomme begyndte straks. Kirker, klostre og museer var hjemsted for mange kunstværker, før nazisterne kom, men efter blev størstedelen af kunstværkerne taget. Ringstraße, som var et opholdssted for mange mennesker, men også et forsamlingshus blev konfiskeret og al kunst. Mellem årene 1943 og 1945 indeholdt saltminerne i Altaussee (en) størstedelen af nazistisk plyndret kunst. Noget fra Østrig og andet fra hele Europa. I 1944 blev der opbevaret omkring 4.700 kunstværker i saltminerne.

## Führermuseum
Efter Hitler blev kansler, lagde han planer om at forvandle sin hjemby Linz i Østrig, til Det Tredje Riges hovedstad for kunst. Hitler hyrede arkitekter til at arbejde ud fra sine egne designs for at bygge adskillige gallerier og museer, som tilsammen ville blive kendt som Führermuseum. Hitler ønskede at fylde sit museum med de største kunstskatte i verden og mente, at det meste af verdens fineste kunst tilhørte Tyskland efter at være blevet plyndret under Napoleon og Første Verdenskrig.

## Hermann Görings samling
Hermann Göring-samlingen var en personlig samling af Reichsmarschall Hermann Göring, var en anden stor samling med konfiskeret ejendom, bestod cirka af 50 procent af kunstværker konfiskeret fra Rigets fjender.Samlingen i stort omfang samlet af kunsthandler Bruno Lohse, Görings rådgiver og ERR-repræsentant i Paris i 1945, og samlingen omfattede over 2.000 individuelle stykker, herunder mere end 300 malerier. US National Archives and Records Administration's konsoliderede forhørsrapport nr. 2 fastslår, at Göring aldrig plyndrede groft, i stedet for lykkedes det ham altid at "finde en måde at give i det mindste indtryk af ærlighed ved en symbolsk betaling eller et løfte skønt han og hans agenter aldrig havde en officiel forbindelse med de tyske konfiskationsorganisationer, brugte de dem alligevel i videst muligt omfang."

## Nazistisk opbevaring af plyndrede genstande
Det Tredje Rige samlede hundredtusindvis af genstande fra besatte nationer og opbevarede dem flere vigtige steder, såsom Musée Jeu de Paume i Paris og det nazistiske hovedkvarter i München. Efterhånden som de allierede styrker opnåede fordele i krigen og bombede Tysklands byer og historiske institutioner, "begyndte Tyskland at opbevare kunstværkerne i saltminer og huler til beskyttelse mod allierede bombeangreb. Disse miner og huler tilbød de passende fugt- og temperaturforhold for kunstværker." Velkendte depoter af denne art var miner i Merkers, Altaussee og Siegen. Disse miner blev ikke kun brugt til opbevaring af plyndret kunst, men også af kunst, der havde været i Tyskland og Østrig før begyndelsen af det nazistiske styre. Degenereret kunst blev forbudt af nazisterne at komme ind i Tyskland, og derfor blev de udpegede holdt i det, der blev kaldt Martyrrummet ved Jeu de Paume. Meget af Paul Rosenbergs (en) professionelle forhandler og personlige samling blev så efterfølgende udpeget af nazisterne. Efter Joseph Goebbels' tidligere private dekret om at sælge disse degenererede værker for udenlandsk valuta for at finansiere bygningen af Führermuseum og den bredere krigsindsats, udpegede Hermann Göring personligt en række ERR-godkendte forhandlere til at likvidere disse aktiver og derefter overføre midlerne til at øge hans personlige kunstsamling, herunder Hildebrand Gurlitt. Med den plyndrede degenererede kunst, der blev solgt videre via Schweiz, blev Rosenbergs samling spredt ud over Europa. I dag mangler omkring 70 af hans malerier, herunder: den store Picasso-akvarel Nøgen kvinde på stranden, malet i Provence i 1923; syv værker af Henri Matisse; og portrættet af Gabrielle Diot af Edgar Degas.

## Plyndring af jødiske bøger
En af de ting, nazisterne søgte under deres invasion af europæiske lande, var jødiske bøger og skrifter. Deres mål var at samle alle Europas jødiske bøger og brænde dem. Et af de første lande, der blev angrebet, var Frankrig, hvor nazisterne tog 50.000 bøger fra Alliance Israélite Universelle (en); 10.000 fra L'Ecole Rabbinique, et af Paris' mest betydningsfulde rabbinske seminarer; og 4.000 bind fra Federation of Jewish Societies of France, en paraplygruppe. De tog i alt 20.000 bøger fra Lipschuetz Boghandel og yderligere 28.000 fra Rothschild-familiens personlige samling, før de gennemsøgte de private hjem i Paris og kom med tusindvis af flere bøger. Efter at have fejet Frankrig for hver jødisk bog, de kunne finde, flyttede nazisterne til Holland, hvor de ville tage flere millioner. De plyndrede Hans Furstenbergs hus, en velhavende jødisk bankmand, og stjal hans samling på 16.000 bind; i Amsterdam tog de 25.000 bind fra Bibliotheek van het Portugeesch Israelietisch Seminarium; 4.000 fra Ashkenazic Beth ha- Midrasch Ets Haim; og 100.000 fra Bibliotheca Rosenthaliana (en). I Italien indeholdt den centrale synagoge i Rom to biblioteker, det ene var ejet af det italienske rabbinske kollegium og det andet var det jødiske samfunds bibliotek. I 1943 kom nazisterne gennem Italien, pakkede alle bøger fra synagogen ind og sendte dem til Tyskland.

## Umiddelbart efterspil
De allierede oprettede særlige kommissioner, såsom MFAA-organisationen for at hjælpe med at beskytte berømte europæiske monumenter mod ødelæggelse og efter krigen at rejse til tidligere nazi-besatte områder for at finde nazistiske kunstlagre. I 1944 og 1945 var en af de største udfordringer for "Monuments Men" at holde de allierede styrker fra at plyndre og "tage kunstværker og sende dem hjem til venner og familie"; Da "off-limits" advarselsskilte ikke kunne beskytte kunstværkerne, begyndte "Monuments Men" at markere opbevaringsstederne med hvid tape, som blev brugt af allierede tropper som et advarselsskilt for ueksploderede miner. De fandt tusindvis af genstande, hvoraf mange var blevet plyndret af nazisterne.
De allierede fandt disse kunstværker i over 1.050 depoter i Tyskland og Østrig ved slutningen af Anden Verdenskrig. I sommeren 1945 blev kaptajn Walter Farmer indsamlingsstedets første direktør. Den første forsendelse af kunstværker, der ankom til Wiesbaden Collection Point, omfattede sager om antikviteter, egyptisk kunst, islamiske artefakter og malerier fra Kaiser Friedrich Museum. Indsamlingsstedet modtog også materialer fra Reichsbank og nazi-plyndrede, polske, liturgiske samlinger. På sit højdepunkt opbevarede, identificerede og restituerede Wiesbaden cirka 700.000 individuelle genstande, inklusive malerier og skulpturer, hovedsageligt for at holde dem væk fra den sovjetiske hær og krigsskadeerstatninger.
De allierede indsamlede kunstværkerne og opbevarede dem på indsamlingssteder, især Central Collection Point (en) i München, indtil de kunne returneres. De identificerbare kunstværker, som tyskerne havde erhvervet under det nazistiske styre, blev returneret til de lande, hvorfra de blev taget. Det var op til enkelte nations regeringer, om og under hvilke omstændigheder de ville returnere genstandene til de oprindelige ejere.
Da indsamlingsstedet i München blev lukket, var ejerne af mange af genstandene ikke fundet. Nationer var heller ikke i stand til at finde alle ejerne eller at verificere, at de var døde. Der er mange organisationer oprettet for at hjælpe med at returnere de stjålne genstande taget fra det jødiske folk. For eksempel: Project Heart, World Jewish Restitution Organization og Conference on Jewish Material Claims Against Germany. Afhængigt af omstændighederne kan disse organisationer modtage kunstværkerne i stedet for arvingerne.

## Senere udvikling
Selvom de fleste af de stjålne kunstværker og antikviteter blev dokumenteret, fundet eller genfundet "af de sejrende allierede hære [...] hovedsageligt gemt væk i saltminer, tunneler og afsondrede slotte", er mange kunstværker aldrig blevet returneret til deres retmæssige ejere. Kunsthandlere, gallerier og museer verden over har været tvunget til at undersøge deres samlings herkomst for at undersøge påstande om, at noget af værket blev erhvervet efter at det var blevet stjålet fra dets oprindelige ejere. Allerede i 1985, året før amerikanske museer anerkendte spørgsmålet og før den internationale konference om nazi-plyndrede aktiver fra Holocaust-ofre, udgav europæiske lande inventarlister over kunstværker, mønter og medaljer "der blev konfiskeret fra jøder af nazisterne under 2. Verdenskrig og annoncerede detaljerne i en proces for tilbagelevering af værkerne til deres ejere og retmæssige arvinger." I 1998 anbefalede et østrigsk rådgivende panel tilbagelevering af 6.292 kunstgenstande til deres lovlige ejere (hvoraf de fleste er jøder), i henhold til en tilbagegivelseslov fra 1998.
Nazistiske koncentrationslejres og dødslejres ofre var nødt til at strippe fuldstændigt før deres mord, og alle deres personlige ejendele blev stjålet. De meget værdifulde genstande, såsom guldmønter, ringe, briller, smykker og andre ædelmetalgenstande, blev sendt til Reichsbank for konvertering til guldbarrer. Værdien blev derefter krediteret SS-konti.
Kunststykker plyndret af nazisterne kan stadig findes i russiske/sovjetiske og amerikanske institutioner: Metropolitan Museum of Art afslørede en liste over 393 malerier, der har huller i deres herkomst under nazi-tiden, Art Institute of Chicago har udsendt en liste over mere end 500 værker "for hvilke led i ejerkæden for årene 1933-1945 stadig er uklare eller endnu ikke fuldt fastlagte." San Diego Museum of Art og Los Angeles County Museum of Art giver lister på internettet for at afgøre, om kunstgenstande i deres samling blev stjålet af nazisterne.
Stuart Eizenstat, viceudenrigsminister og leder af den amerikanske delegation, der sponsorerer den internationale konference i 1998 om nazi-plyndrede aktiver fra Holocaust-ofre i Washington-konferencen udtalte, at "Fra nu af, [...] salg, køb, ombytning og fremvisning af kunst fra denne periode vil blive behandlet med større følsomhed og en højere international standard for ansvarlighed." Konferencen blev overværet af mere end 49 lande og 13 forskellige private enheder, og målet var at nå til en føderal konsensus om, hvordan man skal håndtere plyndret kunst fra nazitiden. Konferencen blev bygget på grundlaget af den nazistiske guldkonference afholdt i London i 1997. Det amerikanske udenrigsministerium var vært for konferencen med US Holocaust Memorial Museum fra 30. november til 3. december 1998.
Efter konferencen udviklede Association of Art Museum Directors retningslinjer, som kræver, at museerne gennemgår deres samlingers herkomst eller historie, med særlig fokus på kunst plyndret af nazisterne. National Gallery of Art i Washington identificerede mere end 400 europæiske malerier med huller i deres herkomst under Anden Verdenskrigs æra. Et bestemt kunstværk, "Still Life with Fruit and Game" af den flamske maler Frans Snyders fra det 16. århundrede, blev solgt af Karl Haberstock, som World Jewish Congress beskriver som "en af de mest berygtede nazistiske kunsthandlere." I 2000 fortalte New York Citys Museum of Modern Art stadig den amerikanske kongres, at de "ikke var klar over et eneste nazi-besmittet kunstværk i vores samling, af de mere end 100.000", de havde.
I 1979 optrådte to malerier, en Renoir, Tête de jeune fille og en Pissarro, Rue de village, på Interpols "12 Most Wanted List", men indtil dato ved ingen, hvor de befinder sig (ATA Newsletter, nov. 79, bind 1, nr. 9, s. 1. '78, 326.1–2). New Jersey-ejeren har bedt International Foundation for Art Research (IFAR) om at genudgive oplysninger om tyveriet med håb om, at nogen vil genkende malerierne. Ejeren skrev IFAR, at da hans forældre emigrerede fra Berlin i 1938, forsvandt to af deres malerier "på mystisk vis". Alle deres øvrige ejendele blev sendt fra Tyskland til USA via Holland, og alt undtagen kassen med disse to malerier ankom intakt. Efter Anden Verdenskrig gjorde ejerens far en betydelig indsats for at lokalisere malerierne, men det lykkedes ikke. I årenes løb er der gjort talrige bestræbelser på at genvinde dem, artikler er blevet publiceret, og en annonce kom i det tyske blad, Die Weltkunst, 15. maj 1959. En betydelig belønning er blevet tilbudt på sædvanlige betingelser, men der har været ingen reaktion.
Restitutionsbestræbelser iværksat af tyske politikere har dog heller ikke været fri for kontroverser. Da den tyske lov om restitution gælder for "kulturelle værdier tabt som følge af nazistisk forfølgelse", som inkluderer malerier, som jøder, der emigrerede fra Tyskland, solgte for at forsørge sig selv, er stort set enhver handel, der involverer jøder i den æra, påvirket, og tvivlens fordel gives til sagsøgerne. De tyske venstreorienterede politikere Klaus Wowereit (SPD, borgmester i Berlin) og Thomas Flierl (Linkspartei) blev sagsøgt i 2006 for at være alt for villige til at forære 1913-maleriet Berliner Straßenszene af ekspressionisten Ernst Ludwig Kirchner, som var i Berlins Brücke Museum. Udstillet i Köln i 1937 var det blevet solgt for 3.000 Reichsmark af en jødisk familie bosat i Schweiz til en tysk samler. Dette beløb anses af eksperter for at have ligget et godt stykke over markedsprisen. Museet, der fik maleriet i 1980 efter flere ejerskifter, kunne ikke bevise, at familien rent faktisk fik pengene. Det blev returneret til arvingen efter de tidligere ejere, og hun fik det bortauktioneret for 38,1 millioner dollars.
I 2010, da arbejdet begyndte at forlænge en underjordisk linje fra Alexanderplatz gennem den historiske bykerne til Brandenburger Tor, blev en række skulpturer fra den degenererede kunstudstilling gravet frem i kælderen i et privat hus tæt på "Rote Rathaus". Skulpturerne, herunder en bronzestatue i kubistisk stil af en kvindelig danser af kunstneren Marg Moll, er nu udstillet på Neues Museum.
Fra 2013 og frem til 2015 undersøgte et udvalg den hollandske kongefamilies samling. Udvalget fokuserede på alle genstande, som familien har erhvervet siden 1933, og som er lavet før 1945. I alt blev der undersøgt 1.300 kunstværker. Hollandske musea havde allerede undersøgt deres samling for at finde genstande stjålet af nazisterne. Det viste sig, at et maleri af skoven nær Huis ten Bosch af den hollandske maler Joris van der Haagen kom fra en jødisk samler. Han blev tvunget til at overdrage maleriet til den tidligere jødiske bank Lippmann, Rosenthal & Co. i Amsterdam, som indsamlede penge og andre ejendele fra jøderne i Amsterdam. Maleriet blev købt af dronning Juliana i 1960. Familien planlægger at returnere maleriet til arvingerne efter ejeren i 1942, en jødisk samler.

## Effekter af nazistisk plyndring i dag
Cirka 20 procent af kunsten i Europa blev plyndret af nazisterne, og der er langt over 100.000 genstande, som ikke er blevet returneret til deres retmæssige ejere. Størstedelen af det, der stadig mangler, omfatter hverdagsgenstande som porcelæn, krystal eller sølv. I hvilket omfang plyndret kunst blev taget, blev ifølge Spiegler set som: "Det nazistiske kunstkonfiskationsprogram er blevet kaldt den største forskydning af kunst i menneskehedens historie."(p. 298)   Ved slutningen af Anden Verdenskrig, "The United Statsregeringen har anslået, at tyske styrker og andre nazistiske agenter før og under Anden Verdenskrig havde beslaglagt eller tvang salget af en femtedel af al vestlig kunst, der dengang eksisterede, cirka en kvart million kunstværker."(p. 298)  På grund af en så omfattende fordrivelse af nazistisk plyndret kunst fra hele Europa, "er den dag i dag nogle titusindvis af kunstværker stjålet af nazisterne stadig ikke blevet fundet."(p. 298) 
Nogle genstande af stor kulturel betydning mangler stadig, men hvor meget er endnu ikke fastlagt. Dette er et stort problem for kunstmarkedet, da legitime organisationer ikke ønsker at beskæftige sig med genstande med uklare ejerskaber. Siden midten af 1990'erne, efter at adskillige bøger, magasiner og aviser begyndte at afsløre emnet for offentligheden, er mange forhandlere, auktionshuse og museer blevet mere omhyggelige med at kontrollere herkomsten af genstande, der er tilgængelige for køb, hvis de er plyndret. Nogle museer i USA og andre steder har indvilget i at kontrollere herkomsten af værker i deres samlinger.
Ud over domstolenes rolle i fastlæggelsen af restitution eller erstatning har nogle stater oprettet officielle organer til behandling og løsning af krav. I Storbritannien rådgiver Spoliation Advisory Panel Department for Culture, Media and Sport om sådanne påstande. IFAR, en non-profit uddannelses- og forskningsorganisation, vedligeholder en database over plyndret kunst.
I 2013 oprettede den canadiske regering Holocaust-era Provenance Research and Best-Practice Guidelines Project, hvorigennem de undersøger beholdningen af seks kunstgallerier i Canada.

### 1992: Internationalt Arkiv for Kvindebevægelsen
Den 14. januar 1992 rapporterede historikeren Marc Jansen i en artikel i NRC Handelsblad, at arkivsamlinger stjålet fra Holland, herunder arkivalierne fra Internationalt Arkiv for Kvindebevægelsen (en) (hollandsk: Internationaal Archief voor de Vrouwenbeweging (IAV)), som var blevet plyndret i 1940, var blevet fundet i Rusland. De konfiskerede optegnelser blev oprindeligt sendt til Berlin og blev senere flyttet til Sudeterland af sikkerhedsmæssige årsager. I slutningen af krigen tog Den Røde Hær dokumenterne fra det tyskbesatte Tjekkoslovakiet og opbevarede dem i 1945-1946 i KGB's Særligt arkiv (de) (russisk: Особый архив), hvilket betyder specialarkiv, som lå i Moskva. Selvom aftaler blev udarbejdet næsten umiddelbart efter opdagelsen, forhindrede bureaukratiske forsinkelser, at arkiverne blev returneret i 11 år. I 2003, den delvise genopretning af papirerne fra nogle af de mest bemærkelsesværdige feminister i førkrigstiden, herunder Aletta Jacobs og Rosa Manus, omkring 4.650 bøger og tidsskrifter, optegnelser fra International Council of Women og International Woman Suffrage Alliance, blandt mange fotografier blev returneret. Omtrent halvdelen af den originale samling er stadig ikke genfundet.

### 2012: opdagelse af kunstværker i München
I begyndelsen af 2012 blev omkring 1.500 kunstværker opdaget hjemme hos Cornelius Gurlitt, søn af Hildebrand Gurlitt. Omkring 200-300 stykker er mistænkt for at være plyndret kunst, hvoraf nogle kan have været udstillet i den degenererede kunstudstilling af nazisterne før Anden Verdenskrig i flere store tyske byer. Samlingen indeholder blandt mange andre værker af Marc Chagall, Otto Dix og Henri Matisse, Renoir og Max Liebermann.

### 2014: opdagelse af Nürnberg-kunstværker
I januar 2014 annoncerede forsker Dominik Radlmaier fra byen Nürnberg, at otte genstande var blevet identificeret som tabt kunst med yderligere 11 under stærk mistanke. Byens forskningsprojekt blev startet i 2004, og Radlmaier har siden da undersøgt på fuld tid.

### 2015: Wałbrzych, Polen rygtede pansret tog
I Wałbrzych, Polen hævdede to amatør opdagelsesrejsende - Piotr Koper og Andreas Richter - at have fundet et rygtet pansret tog (en), der menes at være fyldt med guld, ædelstene og våben. Rygterne var, at toget skulle være forseglet i en tunnel i de sidste dage af Anden Verdenskrig. Kun 10 % af tunnelen er blevet udforsket, fordi meget den er kollapset. At finde toget ville være en dyr og kompliceret operation, der involverer en masse finansiering, gravning og boring. Men for at støtte deres påstande sagde opdagelsesrejsende, at eksperter har undersøgt stedet med jordgennemtrængende, termiske og magnetiske sensorer, der opfangede tegn på en jernbanetunnel med metalspor. Udforskerne anmodede om 10 % af værdien af det, der er i toget, hvis deres resultater er korrekte. Polens vicekulturminister, Piotr Zuchowski, sagde, at han var "99 procent overbevist" om, at toget endelig var blevet fundet, men videnskabsmænd hævder, at opdagelsesrejsendes resultater er falske.

## Jewish Digital Cultural Recovery Project
The Jewish Digital Cultural Recovery Project (JDCRP) er en omfattende database, der fokuserer på de jødiskejede kunst- og kulturgenstande plyndret af nazisterne og deres allierede fra 1933 til 1945. JDCRP blev indledt i maj 2016 af Conference on Jewish Material Claims Mod Tyskland i samarbejde med Commission for Art Recovery. Deres mål var at udvide den eksisterende database over genstande stjålet af Reichsleiter Rosenberg Taskforce (Einsatzstab Reichsleiter Rosenberg), en af de primære nazistiske agenturer involveret i plyndringen af kulturelle artefakter i nazi-besatte nationer under Anden Verdenskrig.
Disse data om jødiske genstande, der blev plyndret under Anden Verdenskrig, giver en dybere forståelse af nazisternes plyndringsorganer, det aktuelle opholdssted for individuelle artefakter og detaljer om forfulgte jødiske kunstnere. Det kan give yderligere vejledning til familier og arvinger om kunst, museer og kunstmarkedet. Endelig kan det mindes jødiske kunstnere, der var ofre for det nazistiske parti, og fejre deres kunstneriske arv. Målet med JDCRP er ikke at erstatte eksisterende databaser og publikationer, men at supplere den tilgængelige information og bygge videre på den med fokus på kunst plyndret fra jøder. Ydermere er JDCRP's mission også at udvikle et netværk af institutioner for at fremme yderligere forskning om emnet.
JDCRP akkumulerer data fra en række forskellige kilder. Nogle få eksempler omfatter opgørelser over plyndrede genstande fundet af allierede styrker, lister over stjålne genstande indsendt af ofre og lister over plyndrede og restituerede kulturgenstande udarbejdet af regeringer. Når der er indsamlet data om en bestemt genstand, stræber JDCRP efter at udstille følgende informationer: detaljer om den stjålne genstand, baggrund om gerningsmændene og ofrene for tyveriet, oplysninger om dem, der har tjent på tyverierne, og detaljer om placeringerne hvor de stjålne genstand(e) blev holdt.
Den 1. januar 2020 lancerede JDCRP sit pilotprojekt centreret omkring den berømte kunstsamling af Adolphe Schloss. Formålet med denne indledende lancering er at teste gennemførligheden af en central database for stjålne jødiske artefakter og at bestemme den måde, hvorpå JDCRP-databasen vil blive konstrueret og vedligeholdt. Dette projekt er finansieret af Den Europæiske Union og har til formål at etablere de nødvendige rammer for JDCRP.

## Eksempler på plyndret kunst
- Albert Gleizes, 1911, Le Chemin, Paysage à Meudon (Paysage avec personnage), olie på lærred, 146,4 x 114,4 cm. Stjålet af nazistiske besættere fra samleren Alphonse Kanns hjem under Anden Verdenskrig, vendt tilbage til sine retmæssige ejere i 1997.
- Max Liebermanns Two Riders On The Beach opdaget i Gurlittsamlingen og efterfølgende restitueret til efterkommerne af den oprindelige jødiske ejer
- Franz Marcs Pferde in Landschaft, et af de kunstværker, der blev opdaget i München i 2012
- Portrait af Wally malet af Egon Schiele (1912)
- Raphaels Portræt af en ung mand blev plyndret af tyskerne fra Czartoryski-museet i 1939. Selvom polske embedsmænd udtaler, at det har været kendt "i årevis", at maleriet overlevede krigen,[84] forblev dets opholdssted ukendt.[84]